# Jérémie Duvall
Jeremias Duvall é um ator e diretor francês nascido em 15 de dezembro de 1993 em Saint-Germain-en-Laye .

## Biografia
Jérémie estreou na tela ainda adolescente, no filme de TV de Robin Davis, Bas les Coeurs, e depois interpretou, o filho de Gérard Lanvin no longa-metragem de Philippe Guillard , Le Fils à Jo , que estreou no cinema e para o qual ele recebeu o Primeiro Prêmio Rendez-vous no Cabourg Film Festival . O jovem ator então dá uma resposta a François Cluzet , pois Meu pai é a governanta de Saphia Azzeddine. Este filme o levou a fazer parte do Revelações no César 2012 .
Paralelamente aos seus estudos e filmagens, Jérémie começa a fazer alguns curtas e videoclipes que eram transmitidos nos festivais e na televisão. No lado do ator, ele passa a fazer o filme biográfico sobre a juventude de Michel Drucker para a France 2, onde Jeremy encarna de 16 a 20 anos ao lado de Simon Abkarian e Françoise Gillard .O diretor Thierry Binisti propõe-lhe atuar em Fugitive crime junto com Eric Cantona & Mathilda May ,filme de TV selecionado no Festival de ficção de TV ,e quem consegue o Laurier de televisão Civismo e Grandes Causas.
Tendo começado a atuar aos 8 anos de idade, Jérémie não esquece das pranchas e a oportunidade de se apresentar em um palco no The Full Monty (comédia musical) no Théâtre Comédia, dirigido por Anne Bouvier. então em Um, dois, três. . . Sol!  por Christelle George, dirigido por Michel Voletti, no Théâtre Le Ranelagh.